# Charles de La Boische
Charles de La Boische, marchese di Beauharnois, (Castello di La Chaussaye, 12 ottobre 1671 – Parigi, 12 luglio 1749), è stato un militare e funzionario francese.

## Biografia
Figlio di François de Beauharnois de La Boische e di Marguerite-Françoise Pyvart de Chastulléun, intraprese una brillante carriera nella marina francese.
Passò venti anni in mare a combattere la flotta inglese e prese parte alla battaglia di La Hougue nel 1692. Nel 1698 accompagnò Pierre LeMoyne d'Iberville nella spedizione alla ricerca l'imboccatura del Mississippi.
Occupò la carica di Governatore della Nuova Francia dal 1726 al 1747. Nonostante una prospera e generalmente pacifica amministrazione nel 1745 subì l'onta della perdita della Fortezza di Louisbourg.

## Stemma
| Image | Stemma |
| ----- | --- |
|       | Charles de La Boische Marchese di Beauharnois D'argento alla fascia di nero sormontata da tre merli di nero posti in fascia. Ornamenti esterni da marchese. |